# Nógrádsáp
Nógrádsáp è un comune dell'Ungheria di 924 abitanti (dati 2001). È situato nella contea di Nógrád.